# Héléna Aubry
Pour les articles homonymes, voir Aubry.
Héléna Aubry est une ancienne cycliste française, née le 4 mars 1983, spécialiste du BMX.

## Palmarès en BMX

### Championnats du monde
- 2000
  - 8e du championnat du monde
- 2001
  -  Médaillée d'argent en juniors
- 2002
  - 5e du championnat du monde

### Championnats d'Europe
- 2002
  -  Championne d'Europe de BMX

### Championnats de France
- 2002
  -  Championne de France de BMX

### Autres
- 2001
  - UCI BMX European Championship - Étape de Kampen (Pays-Bas) : 3e
- 2002
  - European Championship series : 1re
- 2003
  - European Championship series : 1re
- 2004
  - Indoor de Tours (France) : 3e